# Kampioenschap van Vlaanderen 1968
Il Kampioenschap van Vlaanderen 1968, cinquantatreesima edizione della corsa, si svolse il 12 settembre 1968 su un percorso di 150 km, con partenza e arrivo a Koolskamp. Fu vinto dal belga Jos Huysmans della Mann-Grundig davanti ai suoi connazionali Eric Leman e Rik Van Looy.

## Ordine d'arrivo (Top 10)
| Pos. | Corridore            | Squadra                   | Tempo    |
| ---- | -------------------- | ------------------------- | -------- |
| 1    | Jos Huysmans         | Mann-Grundig              | 3h30'00" |
| 2    | Eric Leman           | Flandria-De Clercq-Kruger | a 12"    |
| 3    | Rik Van Looy         | Willem II-Gazelle         | s.t.     |
| 4    | Roger Rosiers        | Mann-Grundig              | s.t.     |
| 5    | Ronald De Witte      | Mann-Grundig              | s.t.     |
| 6    | Ludo Vandromme       | Flandria-De Clercq-Kruger | s.t.     |
| 7    | Henk Nijdam          | Peugeot-BP-Michelin       | s.t.     |
| 8    | Daniel Van Ryckeghem | Mann-Grundig              | a 1'40"  |
| 9    | Emiel Coppens        | Flandria-De Clercq-Kruger | s.t.     |
| 10   | Guido Van Damme      | Flandria-De Clercq-Kruger | s.t.     |